# 奧地利的艾蕾諾爾 (1534-1594)
奧地利的艾蕾諾爾（德語：Eleonore von Österreich，1534年11月2日—1594年8月5日），曼切華公爵夫人，神聖羅馬皇帝斐迪南一世的第六女。

## 家庭
1561年，艾蕾諾爾和曼切華公爵古列爾莫·貢扎加結婚，兩人共有1子2女：
1. 溫琴佐一世（1562年—1612年），曼切華公爵
2. 瑪格麗塔（英语：Margherita Gonzaga, Duchess of Ferrara）（1564年—1612年），費拉拉公爵夫人
3. 安娜·卡特琳娜（英语：Anna Juliana Gonzaga）（1566年—1621年），上奧地利大公夫人